# Naquem
Naquem är en ort i Mexiko.   Den ligger i kommunen Huitiupán och delstaten Chiapas, i den sydöstra delen av landet, 700 km öster om huvudstaden Mexico City. Naquem ligger 524 meter över havet och antalet invånare är 123.
Terrängen runt Naquem är bergig åt sydost, men åt nordväst är den kuperad. Runt Naquem är det ganska tätbefolkat, med 104 invånare per kvadratkilometer. Närmaste större samhälle är Simojovel de Allende, 2,8 km söder om Naquem. I omgivningarna runt Naquem växer i huvudsak städsegrön lövskog.